# 皮纳尔-德贝地区
皮纳尔-德贝地区（英語：Penal–Debe region）是特立尼达和多巴哥的9个地区之一，位于特立尼达岛西南部，北邻圣费尔南多，东临王子镇地区，南毗加勒比海，西接锡帕里亚地区，面积246.91平方公里，2011年人口89,392，人口密度每平方公里363人。皮纳尔-德贝在内的市区包括皮纳尔（首府）和德贝。
1. ↑  . DIGITAL LEGISLATIVE LIBRARY. Government of the Republic of Trinidad and Tobago.   [28 May 2021].